# Catharina Elisabeth Goethe
Pour les articles homonymes, voir Goethe (homonymie).
 (août 2025).
Catharina Elisabeth Goethe (née Textor le 19 février 1731 à Francfort-sur-le-Main, morte le 13 septembre 1808 dans la même ville) est la mère de Johann Wolfgang von Goethe.

## Biographie
Elle est la fille aînée de Johann Wolfgang Textor (de), écoutète de la ville, et de son épouse Anna Margaretha Lindheimer. Les Textor, originaires de la Hohenloher Ebene (de), vivent depuis deux générations à Francfort.
Elle ne reçoit pas d'éducation particulière. Le 20 août 1748, Catharina Elisabeth épouse à l'âge de 17 ans, dans l'église Sainte-Catherine sous la bénédiction de Johann Philipp Fresenius (de), Johann Caspar Goethe, 38 ans. Leur premier enfant, Johann Wolfgang, qu'elle appelle "Hätschelhans", naît le 28 août 1749. Dans sa correspondance avec la mère de Goethe, Anne-Amélie de Brunswick l'appelle aussi par ce nom. Des cinq enfants qui suivront, seule Cornelia, née en 1750, parvient à l'âge adulte.
Catharina Elisabeth Goethe est décrite comme une femme pleine d'esprit et chaleureuse. Dans les quatre cents lettres qu'elle a écrites, elle se montre drôle et pleine d'assurance. Elle entretient de nombreuses amitiés, en particulier avec Bettina von Arnim, et reçoit beaucoup de monde chez elle. Friedrich et Leopold zu Stolberg l'appellent Mme Aja ou Maman Aja, comme la mère dans la Chanson des quatre fils Aymon.
Elle est enterrée au cimetière de l'église Saint-Pierre (de) dans le tombeau de famille des Textor. Sa tombe se trouve aujourd'hui dans la cour de la Liebfrauenschule. Pour le centième anniversaire de sa mort, la ville offre dans le Palmengarten un monument en marbre représentant une mère affectueuse avec son fils.

## Sources, notes et références
- (de) Cet article est partiellement ou en totalité issu de l’article de Wikipédia en allemand intitulé « Catharina Elisabeth Goethe » (voir la liste des auteurs).
- (de) Wilhelm Flitner, « Goethe, Catharina Elisabeth, geborene Textor », dans Neue Deutsche Biographie (NDB), vol. 6, Berlin, Duncker & Humblot, 1964, p. 545–546 (original numérisé).
- Notices d'autorité :   - VIAF
  - ISNI
  - BnF (données)
  - IdRef
  - LCCN
  - GND
  - Italie
  - Pays-Bas
  - Pologne
  - Israël
  - NUKAT
  - Suède
  - Vatican
  - Norvège
  - Tchéquie
  - Lettonie